# Mangueirinha
Mangueirinha è un comune del Brasile nello Stato del Paraná, parte della mesoregione del Centro-Sul Paranaense e della microregione di Palmas.